# Dawid Jung
Dawid Jung (n. 17 ianuarie 1980, Kłecko, voievodatul Polonia Mare, Polonia) este un cântăreț de operă polonez, poet, scriitor, critic literar și de teatru, editor, cercetător și creator de cultură, istoric, muzeograf, proiectant de trasee culturale, director al Muzeului de Orgi Electronice Poloneze, redactor șef al "Zeszytów Poetyckich".

## Operă

### Poezie
- 312685 powodów (2006)
- Wierszopisowie Kłecka w latach 1590–1623. Przyczynki do historii kultury staropolskiej (2012)
- Gdańskie hymny Jakuba Gembickiego (2014)
- Poemat o mówieniu prawdy (2014)
- Glosy (2017)
- Karaoke (2018)
- #SPAM (2020)

### Proză
- Polska, ulubiona masochistka Europy (2017)
- Legendy królewskiego miasta. Z przekazów ustnych zebrał i opracował Dawid Jung (2018)
- Ostatni rybałci polszczyzny. Poeci ludowi XIX wieku związani z Ełkiem (2020)
- To je wiôldżé. Antologia poetów kaszubskich okresu międzywojennego (2020)
- Legendy zamku ełckiego (2021)
- Szlak. Znani Nieznani (2021)
- Szczecińskie legendy (2023)